# Quillón
Quillón (del mapudungún: kellun ‘ayudantia’) es una ciudad y capital de la comuna de Quillón. Se encuentra ubicada en la Provincia de Diguillín, Región de Ñuble, en la zona central de Chile.

## Historia
Su nombre deriva de la palabra Mapuche "Keillun", que significa "Ayudantura", ya que en épocas pasadas la zona donde hoy se emplaza el pueblo, era un descanso para lo viajeros que se desplazaban desde y hacia Concepción.
Con la llegada de los españoles, formó parte de la Provincia de Concepción (Departamento de Puchacay) conocida como zona de grandes fundos. A partir del año 1600 aproximadamente, llegan familias españolas desde ciudades arrasadas del sur y solicitan asentamiento en estas tierras. Luego, con el uso frecuente del camino Concepción-Florida-Quillón-Bulnes que conduce finalmente a Chillán, fue también lugar de descanso de los viajeros, quienes debían esperar muchas veces por las inclemencias del tiempo, para cruzar el Río Itata mediante balsas. Ante el aumento poblacional en el sector, se construye la Parroquia Inmaculada Concepción de Quillón, que data del año 1832, destruida tras el terremoto que afectó la zona en 2010. En torno a la parroquia se fue formando un caserío y ya en 1846 un documento legal da cuenta de los orígenes de Quillón como aldea. Finalmente el 22 de diciembre de 1891 la, en ese entonces, villa de Quillón se transforma en la capital de la comuna homónima y recién en el siglo XX se definen sus límites territoriales actuales y su dependencia administrativa de la provincia de Ñuble la cual en el 2018 se transformó en la actual región homónima.

## Demografía
De acuerdo al censo de 2017, en la ciudad viven 17.485 personas, de las cuales 8.821son hombres y 8.664 son mujeres.La densidad promedio de la ciudad es de 1.755,42 hab/km².

## Clima
La ubicación geográfica de la comuna; en la línea de contacto entre el valle central y la vertiente oriental de la cordillera de la costa, la hace poseedora de un microclima de carácter templado, producto del contraste producido entre la humedad del litoral y la sequedad del interior. Según Koeppen, el clima de la comuna de Quillón corresponde al de templado cálido con lluvias invernales.
La temperatura media anual alcanza los 14.9 °C, con una amplitud térmica de 11 °C . Las temperaturas máximas medias de enero varían de 27 a 30 °C y las mínimas medias de julio son iguales o superiores a 4 °C . El período de receso vegetativo dura tres meses y el período libre de heladas oscila entre 246 y 275 días a lo largo del año.
La precipitación media anual oscila entre 700 a 1000 mm. los cuales se presentan principalmente entre abril a septiembre con un 86 a 88% de la precipitación total anual.
El día jueves 26 de enero de 2017, la comuna registro la temperatura más alta para el territorio nacional desde que existen registros, 44,9 °C. Sin embargo esta temperatura fue alterada producto de los incendios circundantes y no es considerada por la Dirección Meteorológica de Chile.

## Equipamiento

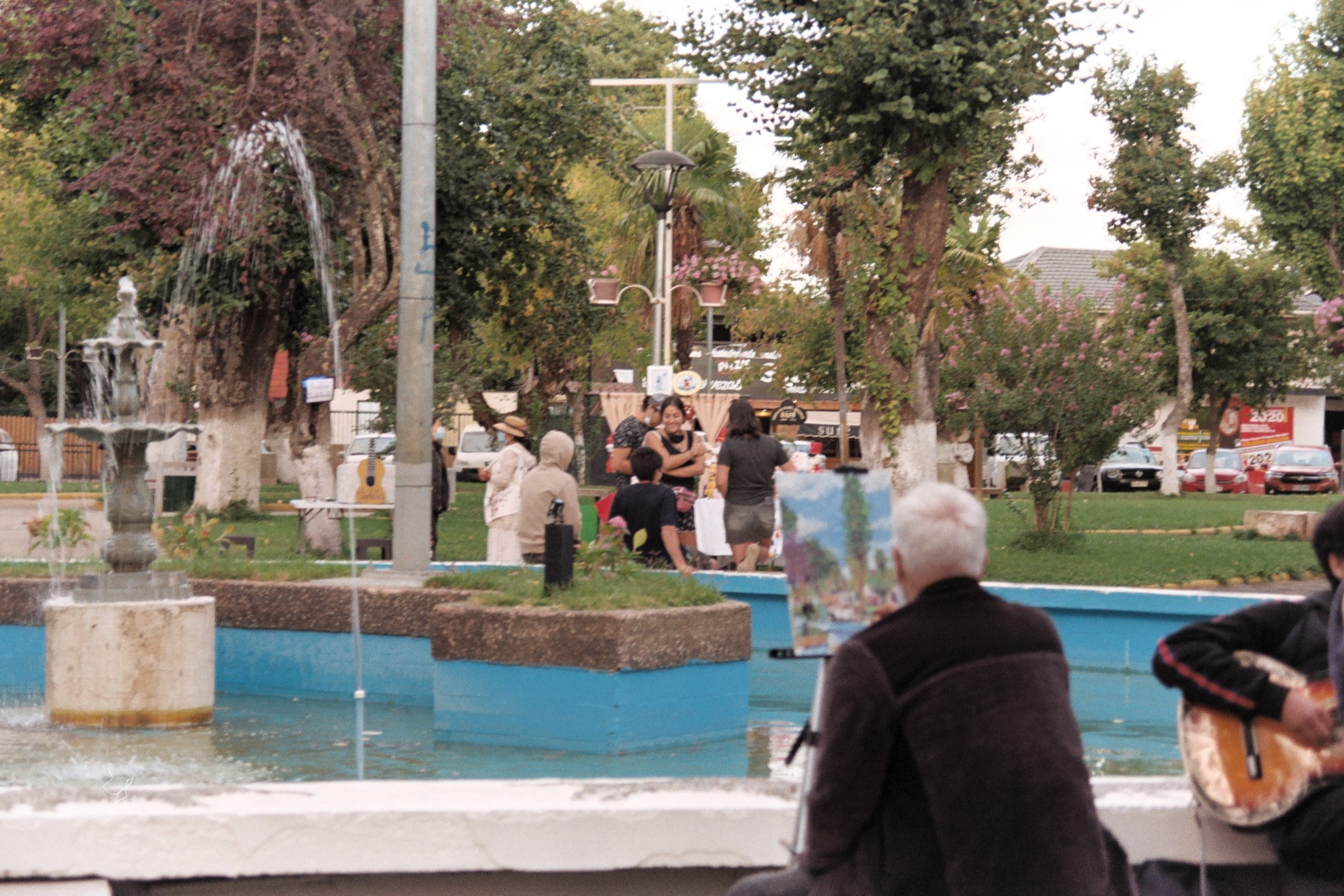
Plaza de Quillón

La localidad de Quillón cuenta con una Plaza de Armas, las oficinas municipales, comercio local (supermercado, cajeros automáticos, farmacias, almacenes, multitiendas, ferreterías, teléfonos públicos, kioscos, paraderos de buses, Hotel Plaza Quillón, restaurantes, cabañas, cibercafés, centros de juegos, piscina temperada, parque acuático, granja interactiva), carabineros, bomberos, consultorio, varias escuelas municipales y particulares subvencionadas, salas cuna, biblioteca municipal, radios comunales, canales de televisión y un liceo municipal.

## Comercio
- Supermercados: Existe el Supermercado Unimarc, Supermercado Acuenta y un Supermercado mayorista de nivel regional Súper Ganga, además de otros supermercados más pequeños como la Conisol, entre otros.

- Ferreterías: Existen varias ferreterías: Contremir, Quillay, ChileMAT, Teo y Maq, Ferretería La Casa Azul, entre otras, abiertas de lunes a domingo.

- Fundo Altue: Cabañas, piscina y zona de camping.

- Tiendas por Departamento: Podemos encontrar a la empresa regional Copelec, que además de ser una multitienda, entrega otros servicios como agroindustria, y servicio de abastecimiento de energía eléctrica; además podemos encontrar la Multitienda Makal.

- Farmacias: Existen cuatro farmacias en la comuna, Farmacias Sur, Farmacia Quillon, Farmacia Itata y Farmacias del Dr. Simi.

- Variedades de Cabañas desde 2 hasta 25 personas en diferentes lugares tanto urbanos que en zonas rurales

## Turismo
La comuna de Quillón se caracteriza por sus hermosos parajes naturales y el exquisito microclima que posee, lo que permite el cultivo de productos frutícolas, agrícolas y vitivinícolas; además de ganaderos. Estas condiciones han hecho que le llamen el “Valle del Sol”.
Es además, una comuna de tradiciones muy arraigadas, lo que hace que durante el año se efectúen diferentes eventos costumbristas a los que usted no puede dejar de asistir.
- Monolito Paso El roble: En este lugar se realizó la histórica Batalla de “El Roble” el 17 de octubre de 1813, este sector se encuentra ubicado en la entrada del sector Chillancito en el límite comunal entre Quillón y Bulnes.

- Iglesia Inmaculada Concepción: Esta edificación destaca por su singular diseño arquitectónico y porque además dio origen a esta comuna. Fue construida en el año 1832, debido al terremoto del año 2010 fue demolida, encontrándose en proceso de reconstrucción, está ubicada frente a la Plaza de Armas.

- Saltos de Nitrihue: Ideal para los que disfrutan con la belleza de la naturaleza virgen. Están ubicados en la carretera 148, en el sector de Queime, límite provincial entre Ñuble y Concepción. Sus aguas cristalinas caen a cuatro metros de alto, por peldaños de rocas naturales.

- Cerro Cayumanqui: Es el cerro más alto de la provincia de Ñuble y el bosque autóctono mejor conservado de la Región. Posee una fauna silvestre y flora autóctona como Robles Centenarios, Olivillos, Avellanos, Mallines, Canelos, Copihues, y Quilayes, entre otros. Es un excelente atractivo natural para los que gustan de una buena excursión o caminata. Durante los últimos años ha sufrido daños por incendios, sin embargo mantiene su belleza dado a su excelente conservación.

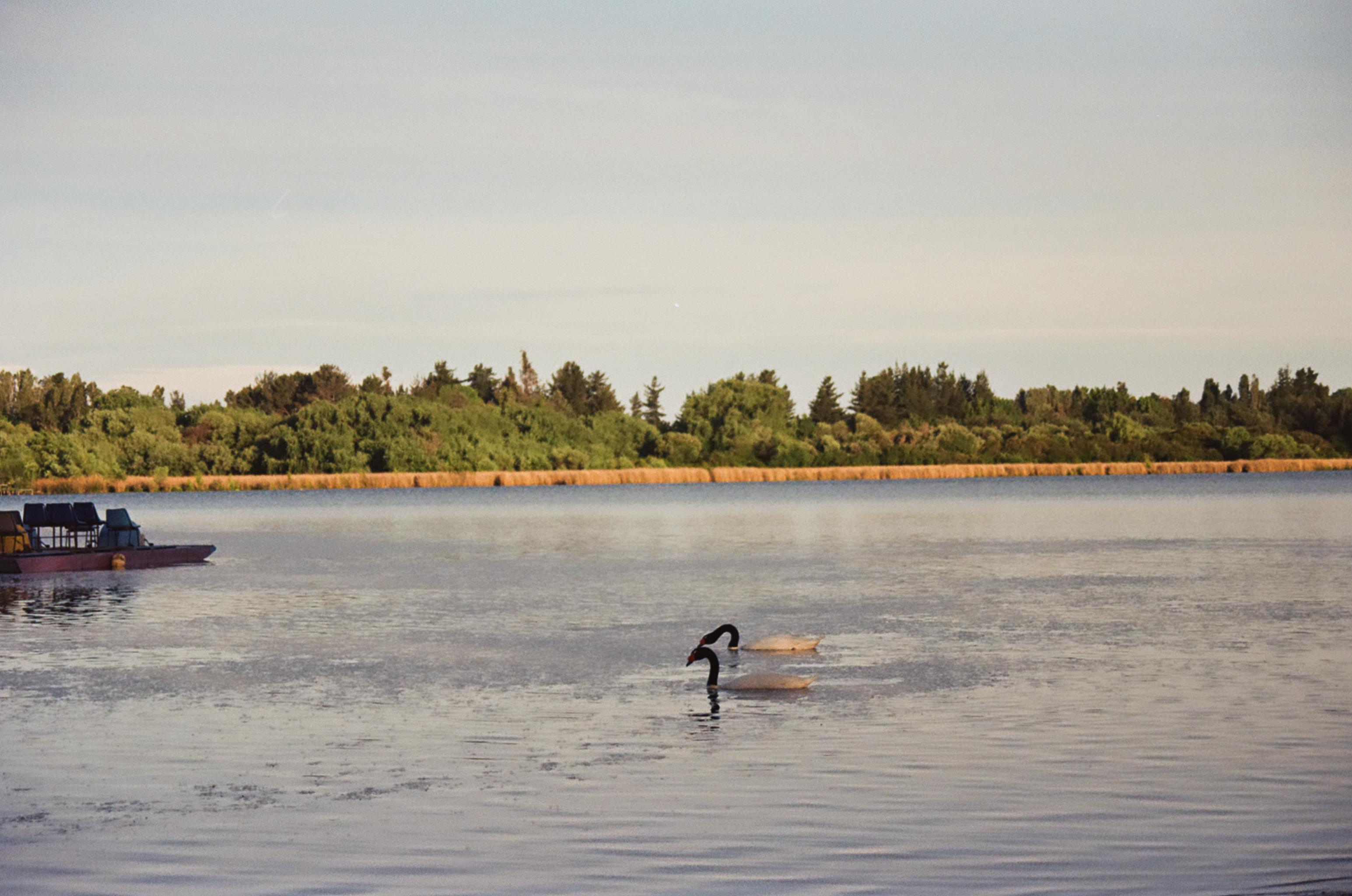
Laguna Avendaño

- Laguna AvendañoLaguna Avendaño: Este hermoso balneario está ubicado a dos kilómetros de la plaza de armas de la comuna. Es ideal para el descanso y la recreación familiar, ya que sus quietas aguas permiten que la laguna sea apta para el baño y para la práctica de deportes náuticos destacando el velerismo, canotaje, remo, natación.  A su alrededor existen numerosos establecimientos para hospedaje tales como cabañas, zonas de camping y pícnic.

- Río Itata: Es el río más importante que da su nombre a esta zona. De gran atractivo turístico, es visitado por un gran número de personas, principalmente en el puente que cruza el río, lugar donde se origina un balneario. Ideal para la pesca salmonidea.

- Ruta Turística del Vino: Este circuito es ideal para los amantes de ricos vinos y licores artesanales. Durante el trayecto que dura aproximadamente tres horas podrá visitar los Viñedos y Bodegas de la zona, podrá degustar vinos añejos, blanco y tinto, y licores caseros; además usted podrá adquirir productos de muy buena calidad y conocer in situ todas las labores de producción.

## Deportes

### Fútbol
Quillón cuenta con el Club Deportes Quillón el cual entre 2017 y 2021 participó en el Campeonato de Tercera División B de Chile, consagrándose campeón de dicho torneo el año 2021, por esto participará en el Campeonato de Tercera División A de Chile a partir de 2022. 

## Actividades
Trekking, Senderismo y Descenso en bicicleta. Usted podrá realizar estas actividades en los hermosos parajes que conforman el Cerro Cayumanqui.
Pesca Deportiva.
Esta actividad la puede efectuar en las aguas del Río Itata.
Natación y Deportes Náuticos.
En las tranquilas aguas de la Laguna Avendaño, usted podrá practicar la natación y los más diversos deportes náuticos como velerismo.

## Transporte
- Bus: Existen servicios regulares que conectan Quillón con Concepción, Bulnes y Chillán y de larga distancia Santiago